# Tōkamachi, Niigata
Tōkamachi (十日町市 Tōkamachi-shi) là thành phố thuộc tỉnh Niigata, Nhật Bản. Tính đến ngày 1 tháng 10 năm 2020, dân số ước tính thành phố là 49.820 người và mật độ dân số là 84 người/km2. Tổng diện tích thành phố là 590,4 km2.

## Địa lý

### Đô thị lân cận
- Niigata
  - Nagaoka
  - Jōetsu
  - Kashiwazaki
  - Ojiya
  - Uonuma
  - Minamiuonuma
  - Tsunan
  - Yuzawa
- Nagano
  - Sakae

### Khí hậu
| Dữ liệu khí hậu của Tōkamachi, Niigata   | Dữ liệu khí hậu của Tōkamachi, Niigata | Dữ liệu khí hậu của Tōkamachi, Niigata | Dữ liệu khí hậu của Tōkamachi, Niigata | Dữ liệu khí hậu của Tōkamachi, Niigata | Dữ liệu khí hậu của Tōkamachi, Niigata | Dữ liệu khí hậu của Tōkamachi, Niigata | Dữ liệu khí hậu của Tōkamachi, Niigata | Dữ liệu khí hậu của Tōkamachi, Niigata | Dữ liệu khí hậu của Tōkamachi, Niigata | Dữ liệu khí hậu của Tōkamachi, Niigata | Dữ liệu khí hậu của Tōkamachi, Niigata | Dữ liệu khí hậu của Tōkamachi, Niigata | Dữ liệu khí hậu của Tōkamachi, Niigata |
| Tháng                                    | 1                                      | 2                                      | 3                                      | 4                                      | 5                                      | 6                                      | 7                                      | 8                                      | 9                                      | 10                                     | 11                                     | 12                                     | Năm                                    |
| ---------------------------------------- | -------------------------------------- | -------------------------------------- | -------------------------------------- | -------------------------------------- | -------------------------------------- | -------------------------------------- | -------------------------------------- | -------------------------------------- | -------------------------------------- | -------------------------------------- | -------------------------------------- | -------------------------------------- | -------------------------------------- |
| Cao kỉ lục °C (°F)                       | 14.1 (57.4)                            | 16.8 (62.2)                            | 22.6 (72.7)                            | 30.4 (86.7)                            | 32.2 (90.0)                            | 34.3 (93.7)                            | 36.1 (97.0)                            | 37.0 (98.6)                            | 35.3 (95.5)                            | 32.4 (90.3)                            | 24.6 (76.3)                            | 20.5 (68.9)                            | 37.0 (98.6)                            |
| Trung bình ngày tối đa °C (°F)           | 3.0 (37.4)                             | 3.9 (39.0)                             | 7.7 (45.9)                             | 15.3 (59.5)                            | 22.1 (71.8)                            | 25.3 (77.5)                            | 28.6 (83.5)                            | 30.2 (86.4)                            | 25.8 (78.4)                            | 19.7 (67.5)                            | 13.1 (55.6)                            | 6.2 (43.2)                             | 16.7 (62.1)                            |
| Trung bình ngày °C (°F)                  | −0.1 (31.8)                            | 0.1 (32.2)                             | 2.8 (37.0)                             | 8.9 (48.0)                             | 15.9 (60.6)                            | 20.1 (68.2)                            | 23.8 (74.8)                            | 24.9 (76.8)                            | 20.7 (69.3)                            | 14.4 (57.9)                            | 8.1 (46.6)                             | 2.5 (36.5)                             | 11.8 (53.3)                            |
| Tối thiểu trung bình ngày °C (°F)        | −2.9 (26.8)                            | −3.3 (26.1)                            | −1.3 (29.7)                            | 3.5 (38.3)                             | 10.3 (50.5)                            | 15.8 (60.4)                            | 20.1 (68.2)                            | 20.9 (69.6)                            | 16.7 (62.1)                            | 10.3 (50.5)                            | 4.0 (39.2)                             | −0.4 (31.3)                            | 7.8 (46.1)                             |
| Thấp kỉ lục °C (°F)                      | −12.1 (10.2)                           | −12.8 (9.0)                            | −9.2 (15.4)                            | −5.0 (23.0)                            | 1.3 (34.3)                             | 6.3 (43.3)                             | 13.0 (55.4)                            | 12.6 (54.7)                            | 6.2 (43.2)                             | 0.4 (32.7)                             | −4.7 (23.5)                            | −10.6 (12.9)                           | −12.8 (9.0)                            |
| Lượng Giáng thủy trung bình mm (inches)  | 392.4 (15.45)                          | 262.2 (10.32)                          | 177.7 (7.00)                           | 111.2 (4.38)                           | 100.5 (3.96)                           | 135.6 (5.34)                           | 220.9 (8.70)                           | 183.3 (7.22)                           | 168.7 (6.64)                           | 167.4 (6.59)                           | 233.7 (9.20)                           | 397.8 (15.66)                          | 2.537 (99.88)                          |
| Lượng tuyết rơi trung bình cm (inches)   | 354 (139)                              | 263 (104)                              | 139 (55)                               | 25 (9.8)                               | 0 (0)                                  | 0 (0)                                  | 0 (0)                                  | 0 (0)                                  | 0 (0)                                  | 0 (0)                                  | 7 (2.8)                                | 193 (76)                               | 967 (381)                              |
| Số ngày giáng thủy trung bình (≥ 1.0 mm) | 25.0                                   | 21.1                                   | 19.6                                   | 13.8                                   | 11.6                                   | 12.4                                   | 15.1                                   | 12.3                                   | 13.7                                   | 14.9                                   | 18.3                                   | 22.9                                   | 200.7                                  |
| Số ngày tuyết rơi trung bình (≥ 3 cm)    | 21.7                                   | 17.8                                   | 14.1                                   | 3.5                                    | 0                                      | 0                                      | 0                                      | 0                                      | 0                                      | 0                                      | 1.0                                    | 12.2                                   | 70.3                                   |
| Số giờ nắng trung bình tháng             | 45.7                                   | 66.6                                   | 109.9                                  | 169.1                                  | 205.8                                  | 158.1                                  | 148.6                                  | 191.9                                  | 137.8                                  | 130.1                                  | 100.9                                  | 62.9                                   | 1.527,5                                |
| Nguồn: Cục Khí tượng Nhật Bản            |                                        |                                        |                                        |                                        |                                        |                                        |                                        |                                        |                                        |                                        |                                        |                                        |                                        |